# Calamagrostis licentiana
Calamagrostis licentiana là một loài thực vật có hoa trong họ Hòa thảo. Loài này được Hand.-Mazz. mô tả khoa học đầu tiên năm 1938.